# 오세영 (기업인)
오세영(吳世瑩, 1961년 4월 24일~)은 라오스의 기업인으로, 코라오그룹의 회장이다. 1990년 베트남에서 사업을 시작하여 캄보디아, 미얀마를 거쳐 1997년 라오스에서 기업을 일궈 한상기업으로서는 최초로 한국거래소 코스피에 상장시켰다.

## 수상

### 한국
- 2010년 한국인을 빛낸 창조 경영인 32인에 선정
- 2009년 글로벌 CEO 대상 사회책임 경영부문
- 2006년 서울신문 대한민국 경영혁신 대상
- 2004년 국무총리상 수상
- 2003년 한국 경제인협회 World Wide CEO 45인에 선정
- 2000년 산업자원부 장관상 수상

### 라오스
- 2009년 국방부 장관으로부터 용맹훈장 수상
- 2008년 대통령으로부터“경제 발전 훈장”수상: 외국인이 수여 받을 수 있는 최고 훈장
- 2008년 대통령으로부터“ 노동 훈장”수상
- 2007년, 2003년 국무총리수여 "최우수 기업상" 수상
- 2006년-2004년 국무총리수여 “최고 기업인 상” 수상
- 2005년-2002년 라오스 한국교민회 회장 4년간 역임
- Others 80차례 이상 정부 또는 사회공헌 단체로부터 기부 및 공헌에 대한 표창 수여

## 사업현황
- 2011년 1월‘Lao Country Club’개장
- 2010년 11월 Kolao Holdings KOSPI 상장
- 2010년 5월 라오스 최대 자동차 전문매장‘Auto City’개장
- 2008년 12월‘Indochina Bank’영업개시(라오스 비엔티안),‘K-Plaza’ 전자매장 개장(라오스 비엔티안)
- 2007년 12월‘Glovia Co. Ltd’물류운송회사 설립(태국 방콕)
- 2007년 11월‘Banking Business License’취득(라오스)
- 2006년 3월‘Kolao Cambodia Co. Ltd’ 설립 (캄보디아), Bio-diesel 사업 시작 (군인공제회, 지방행정공제회 지분 참여)
- 2005년 2월‘Kolao China Co. Ltd’설립(중국 Chon Qing)
- 2004년 4월‘Kolao Farm Co. Ltd’설립
- 2003년 12월‘T-2’ 오토바이/자동차 전시장 개장 및 공장 설립
- 2002년 2월‘I-Tech Co., Ltd’건설회사 설립
- 2002년 5월 A/S Center 개장 (라오스 비엔티안 사왕: 라오스내 가장 큰 A/S 센터)
- 2002년 10월‘Kolao Computer Co. Ltd’설립
- 2002년 11월‘Kolao Export and Import Co. Ltd설립
- 2001년 2월‘Kolao Auction Co. Ltd’설립
- 2000년 6월‘Kolao Preschool’설립
- 1999년 10월‘Rocket Co. Ltd’설립
- 1997년 11월 자동차/오토바이 조립 생산 공장 건설 , 전시장 동시 2개 개장
- 1997년 5월‘Kolao (Auto World) Developing Co., Ltd’ 설립
- 1993년 ‘Turbo Trading Co., Ltd’ 설립 (한국)
- 1990년 ‘Turbo Trading Co., Ltd’ 설립 (베트남)

## 사회공헌
- 2008 라오스 현지 빈곤퇴치운동을 위해 현금 ‘1 million USD’ 라오스 수상에게 기부
- 2004 아세안 정상회의를 위한 60 대 차량지원
- 2003 장학재단 설립 지원
- 2002 아세안 및 EU 정상 회담 시 차량지원
- Other 이외의 다수의 사회공헌 활동

## 저서
- 《메콩강실크로드(돈이 흐르는 황금빛 메콩강 경제권을 가다)》 (매일경제신문사, 2011) ISBN 9788974427832
- 《창조 CEO 사막에선 지도대신 나침반을 들어라》 (중앙일보, 2010) ISBN 9788995956663
- 《글로벌CEO 오대양 육대주에 코리아의 깃발을 꽂아라》 (중앙일보 시사미디어(주), 2009) ISBN 978-89-92390-19-4(03320)

## 방송출연
- 《글로벌성공시대》 - 메콩강의 거상, 오세영 (한국방송공사, 2012년 4월 21일)
- 《신화창조》 - 코라오의 라오스 성공기 (한국방송공사, 2006년 9월 10일)